# 茲拉特科·達利奇
茲拉特科·達利奇（塞爾維亞-克羅埃西亞語發音：[zlâtko dǎːlitɕ]；1966年10月26日—）是現任克羅埃西亞足球代表隊總教練，也是前國家隊職業足球運動員，司職防守中場。他先前亦曾與拉迪奇搭檔在克羅埃西亞21歲以下國家足球隊擔任助理教練。在2018年国际足联世界杯中，达利奇率领克罗地亚国家足球队打入决赛，败于法国，成为亚军，创造了国家队在世界杯上最佳成绩。

## 执教生涯

### 克罗地亚国家队
2017年10月7日，安特·察希奇因在2018年世界盃外圍賽执教不力，成绩惨淡，克罗地亚国家足球队任命达利奇为主教练。.视事伊始，达利奇便宣称唯有克罗地亚获得世界杯参赛资格自己才会留任主教练，否则则由国家队决定其前途。

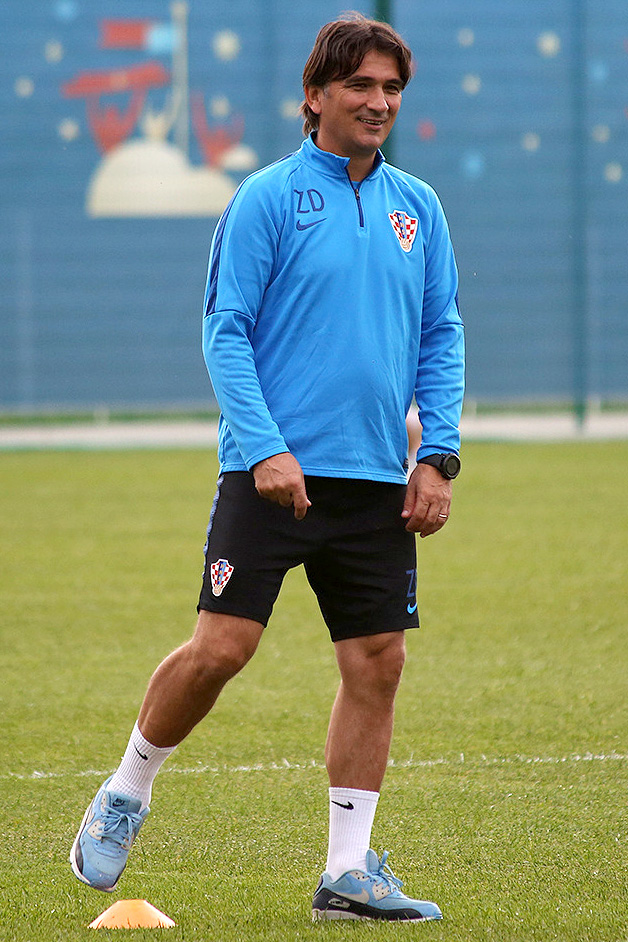
2018年国际足联世界杯前，达利奇在一次克罗地亚队的训练中

#### 2018年国际足联世界杯
2017年10月9日，2018年國際足協世界盃外圍賽中，达利奇率领克罗地亚在基辅以2:0击败乌克兰，在歐洲區I組中最终排名第二，晋级第二圈。11月9日，奥利奇被达利奇任命为克罗地亚助教。第二圈中，克罗地亚以总比分4:1击败希腊获得世界杯参赛资格。2018年世界杯
之后，达利奇正式与克罗地亚国家足球队签署合同，任期至2020年7月30日。据报道，其年薪将为500万欧元。
与克罗地亚同在一小组的队伍是尼日利亚、阿根廷和冰岛，实力皆为不俗，小组出线充满挑战。2018年6月16日，克罗地亚以2:0在其首场比赛中击败对手尼日利亚。
然而，此次比赛中，卡利尼奇以背部伤病作为借口，拒绝替补出场。（此前卡利尼奇曾在一次与巴西的友谊赛中使用了相同借口。）达利奇在比赛第五日便令其回家，不允许其继续参赛。达利奇称”自己需要有准备的运动员，但卡利尼奇显然已经三次都没准备好。”达利奇因对待卡利尼奇的态度受到了赞许，有人称达利奇此举“稳固了（作为主教练的）地位”。6月21日，克罗地亚以3:0击败足球强队阿根廷。此战雷比奇、莫德里奇和拉基蒂奇各进一球，积六分，提前获得小组出线资格，尚系克罗地亚史上首次。小组赛最后一场比赛中，克罗地亚2:1击败冰岛，终积九分，获得小组第一。淘汰赛的三场比赛中，克罗地亚三场均有加时，并在对阵丹麦和俄罗斯的两场比赛中以点球大战取得胜利，于7月11日加时赛战胜英格兰进军决赛.。7月15日的决赛中，克罗地亚以2:4不敌法国，最终获得亚军。

## 榮譽

### 總教練生涯
艾因
- 阿聯酋總統盃冠軍：2013-14賽季
- 阿聯酋阿拉伯海灣聯賽冠軍：2014-15賽季
- 阿聯酋超級盃冠軍：2015年

 克羅埃西亞
- 國際足協世界盃亞軍：2018年

### 個人
- 特皮米爾公爵勳章：2018年

## 外部連結
- 哈伊杜克足球俱樂部網站的個人介紹頁面 （页面存档备份，存于）